# Blutenda
Blutenda (auch Blittruda, Blitrud, Blidthrut, Blidchrudis; † 17. April 851) war von 848 bis 851 Äbtissin des Frauenklosters Münsterschwarzach.

## Leben
Das Leben der Blutenda ist in den frühmittelalterlichen Quellen nur umrisshaft nachzuzeichnen. Viele Stationen wurden von Historikern rekonstruiert. Gesichert ist lediglich, dass Blutenda als Tochter des Gaugrafen Folckbert (auch Folkbert) zur Welt kam. Folckbert stand dem fränkischen Volkfeldgau vor, der sich entlang des Volkachbaches am Maindreieck entwickelte. Die ältere Literatur bezeichnet Blutenda dann auch anachronistisch als „comitissa“, also Gräfin.
Der Name Blutenda ist wohl ein Abschreibefehler des 16. und 17. Jahrhunderts. Wahrscheinlich handelte es sich eigentlich um den Namen „Blittruda“, der als Geschlechtername mit den Mattonen in Verbindung gebracht werden kann. So schrieb man Blutenda eine Verwandtschaft mit dem Bischof Gozbald von Würzburg zu, der ebenfalls Mattone gewesen sein könnte. Eine „Blidthrut“ tauchte auch in einem Brief Immas, der Gattin des Einhard von Seligenstadt, auf. Blutenda könnte die Schwester jener Imma gewesen sein. Blutenda soll sich in diesem Brief für den unfreien Wenilo einsetzen, der bei seinem Herren in Ungnade gefallen war.
Besondere Bedeutsamkeit erhielt Blutenda durch ihre Verbindung zum Frauenkloster Münsterschwarzach. Dieses war ursprünglich ein Eigenkloster der ostfränkischen Familie der Mattonen, die mit dem Kloster ihre nachgeborenen Töchter versorgen wollte. Bereits im 8. Jahrhundert gelangte Münsterschwarzach allerdings an das karolingische Herrscherhaus. So stand in den 830er/840er Jahren die Tochter von Kaiser Karl dem Großen, Theodrada, der Abtei vor. Allerdings beanspruchten die Mattonen weiterhin die Abtei, inzwischen waren die beiden Familien auch durch Heirat miteinander verbunden.
Blutenda wird in einer Urkunde des Jahres 844 von Bischof Gozbald genannt, in der er die Erlaubnis König Ludwig des Deutschen für einen Personalwechsel einholte. Nach dem Tod Theodradas, die eventuell Blutendas Tante gewesen ist, sollte die Abtei an Blutenda zur Nutznießung fallen. Theodrada war zu dieser Zeit jedoch noch am Leben und starb zu einem unbekannten späteren Zeitpunkt. Außerdem ist bezeugt, dass bis zum Jahr 853 Hildegard Äbtissin von Münsterschwarzach gewesen ist. In den Jahren dazwischen muss also die Amtszeit der Blutenda fallen; Franziskus Büll datiert sie ungefähr in die Jahre 848 bis 851.
Blutenda tat sich auch als Stifterin hervor. Im Zusammenhang mit einer Schenkung an das Kloster Fulda, die sie bereits 813, zusammen mit einer Huocha tätigte, tauchen die Orte Ebensfeld, Wasserlos, Döringstadt, Staffelstein, Kunststadt und Eisenheim auf. Die Mönche von Fulda ehrten die Stifterin und trugen sie in ihr Totenannalenwerk ein. Eine „Blidchrudis“ wurde für den 17. April 851 aufgeführt. Bischof Gozbald führte Blutenda in seinem Beda-Martyrologium auf.